# Mariano Tallaferro
Mariano Adolfo Tallaferro (Buenos Aires, 19 dicembre 1974) è un allenatore di calcio a 5 ed ex giocatore di calcio a 5 argentino.

## Biografia

### Club
Nella stagione 1997 vince il campionato argentino con il Club Atletico Lugano vincendo la classifica cannonieri con più di 100 gol in 23 partite. Sul finire della carriera gioca per diverse squadre sarde, sia nei campionati nazionali sia in quelli regionali. Nella stagioni 2004-2005 e 2005-2006 è stato promosso dapprima in serie B e quindi in serie A2 con il Domus Chia. Nella stagione 2013-2014  è stato promosso in serie B con la squadra Asso Arredamenti.

### Nazionale
Come massimo riconoscimento in carriera Tallaferro vanta la partecipazione, con la Nazionale maschile di calcio a 5 dell'Argentina, a due edizioni del FIFA Futsal World Championship: nel 1996 la selezione sudamericana è stata eliminata al primo turno nel girone comprendente Paesi Bassi, Russia e Cina; nel 2000 l'Albiceleste è giunta al secondo turno.